# 30053 Ivanpaskov
A 30053 Ivanpaskov (korábbi nevén 2000 EG44) a Naprendszer kisbolygóövében található aszteroida. A LINEAR program keretein belül fedezték fel 2000. március 9-én.
A bolygót Ivan Spassimirov Paskov (1996–) amerikai középiskolai hallgatóról, a 2014-es Intel Science Talent Search tudományos verseny döntőséről nevezték el.

## Kapcsolódó szócikk
- Kisbolygók listája (30001–30500)